# 2x2
«2х2» (рос. Дважды два, "Двічі два") — перший в історії СРСР і Росії комерційний телеканал, ефірна сітка якого складається переважно з мультфільмів для глядачів будь-якого віку (в основному, для людей від 16 років — певний час канал сам себе позиціонував як «для дітей від семи до сімдесяти років»). З 11 листопада 2002 (перезапущений 1 квітня 2007 року) російський федеральний канал, орієнтований на підліткову і дорослу аудиторію, в базі якого міститься близько 200 різних аніме, мультсеріалів і фільмів.
Канал також має програми і мультсеріали власного виробництва: «Подвійний удар», «Відеозвіт», «Путівник по містах», «Дідморозішна», «Зроби сам», реаліті-шоу «Офіс 2х2», «Пихчево», «Атомний ліс», «School 13: Ігрооргії» та інші.

## Історія

### 1989—1993
Телеканал почав мовлення 1 листопада 1989 року на каналі «Московської програми» ЦТ, згодом — МТК. У вечірній час (з 18:00 до 23:00) на цій частоті транслювався канал «МТК».
Спочатку телеканал транслював півгодинні (іноді й довші) рекламні блоки, іноземні музичні кліпи і мультфільми (зокрема, радянського ТО «Екран»), пізніше був показаний і багаторазово повторювався телесеріал «Капітан Пауер і солдати майбутнього», транслювався серіал «Я — шпигун», дуже часто з'являвся рекламний кліп компанії «Відео Інтернешнл».
З першого дня мовлення виходила передача Сергія Щелкановцева — «Батуалло!». На той період часу «2х2» був єдиним російським телеканалом, на якому часто показували музичні кліпи, що значно вирізняло його на загальному тлі кількох радянських телеканалів. Канал користувався величезною популярністю у радянських школярів, які, чекаючи 20-хвилинного блоку музичних кліпів, дивились і рекламні блоки, що могли тривати до 40 хвилин. За даними опитування 586 старшокласників московських шкіл, проведеного в кінці 1991 р., канал вийшов в лідери за популярністю: його дивилося 34,16 % респондентів.
В кінці 1990-го на каналі почали показувати передачі британського телеканалу Super Channel. Їхня частка в ефірній сітці майже одразу стала значною — транслювалися збірки відеокліпів, тематичні передачі (музика, мода, спорт), кінофільми.

### 1993—1994
З 1993 року на телеканалі почали транслювати серіали, переважно мексиканського виробництва а також з'явилися перші випуски новин власного виробництва. Того ж часу вийшла програма «Comme il faut», переважно присвячена дозвіллю багатіїв. Насправді вона майже повністю складалася з реклами шоу «Дискотека у Ліс'а».
Починаючи приблизно з 1992 року каналі з'явився підприємець Борис Зосімов. Він став контролювати музичні ефіри каналу і переконав керівництво телеканалу підписати контракт з власниками MTV Europe на ретрансляцію деяких програм телеканалу (наприклад, в новорічну ніч на 1 січня 1994 року був показаний концерт групи ABBA).
Спочатку кліпи з європейського (ймовірно, британського) ефіру MTV транслювалися протягом дня між серіалами та іншими програмами. У перший час такі записи транслювалися досить часто, навіть разом з VJ, які їх вели. Серед програм були і випуски Бівис і Бат-Хед.
Незабаром кліпи MTV все більше стали витискати оплачені кліпи російських виконавців, таких як Сташевський і Кемеровський. До літа 1994 року залишилася щоденна годинна добірка кліпів з ефіру MTV (виходила після полудня), яка теж незабаром зникла. Музичні кліпи, але не з ефірів MTV, зрідка транслювалися і надалі в перервах між серіалами. Попри те, що деякі ідеї Зосимова (MTV) себе не виправдали, він і надалі мав частину ефіру, створивши невелику студію Biz-TV, в рамках якої виходили музичні програми і транслювалися кліпи, іноді з логотипом Biz Enterprises, що займав половину екрану.

### 1994—1997
У 1993—1994 роках на каналі регулярно показували рекламні ролики організації «Greenpeace», і тому в ефірі цього каналу можна було часто побачити Джоанну Стінгрей і Бориса Грєбєнщікова. 1994—1995 стали піком популярності каналу.
З 1992 по 1994 включно на каналі транслювалися новини BBC в ранковий і вечірній (до 18:00) час, при чому, вранці новини показувалися двічі, перший випуск без перекладу.
У 1994 році у каналу виникли проблеми з австралійським телесеріалом «Chances», який зі звичайної мелодрами плавно перейшов у міцніше видовище.
9 червня 1997 телеканал припинив своє існування на «третій кнопці», поступившись місцем телеканалу ТВ Центр. Потім «2х2» перемістився в дециметровий діапазон, на 51-й дециметровий канал, на якому мовив з 7:00 до 11:00 і з 19:00 до глубокої ночі Муз-ТВ.
На 51-му каналі 2х2 мовив з 11 до 19 годин, причому якість контенту на 51-му каналі, за словами тих, хто міг дивитись його на цій частоті, була набагато нижчою, ніж в останні місяці існування на третьому метровому каналі. У серпні 1997 канал припинив мовлення на 51-му каналі і своє існування.

### 2002—2007
11 листопада 2002 року канал повернувся в ефір, вигравши 27 лютого того ж року конкурс на 43-й дециметровий канал з концепцією «Магазин на дивані». За результатами технічних випробувань на електромагнітну сумісність сорок третій ДМХ канал в Москві виявився непридатний для постійного мовлення на ньому, в результаті телеканалу замість 43-го був виділений 60-й ДМХ канал на якому «2×2» мовить донині.
З перших днів мовлення «відродженого» каналу більшість ефірного часу телеканалу становили передачі популярного телеканалу про моду «Fashion TV» та кліпи російських виконавців виробництва продакшн-студії «Важке Дитинство». Назва передачі походила від популярної пісні Володимира Маркіна «Бузковий туман».
У 2004 році на частоті телеканалу ретранслювалися програми мережевого партнера — телеканалу «Style TV» з логотипом «2х2» (перериваючи мовлення на телемагазин).
У 2005—2006 роках настав критично важкий час для каналу: телемагазин практично повністю витіснив інші передачі з сітки мовлення каналу (без його логотипу і заставок). Переважжно в сітці були присутні презентації товарів від телемагазину TV Club. Ефір телемагазину було розділено на тематичні рубрики: від кухонних товарів до фітнес-тренажерів. У ніч з п'ятниці на суботу на каналі транслювалися художні фільми та серіали. Також у сітці мовлення були музичні кліпи.
Незважаючи на таку популярність, на початку 2007 року компанія «TV Club» вирішила запустити свій телеканал на базі 2х2. Першими канал побачили жителі Москви завдяки кабельній мережі Акадо, незабаром канал став доступний по всій Росії.

### Кінець березня— 1 квітня 2007
На каналі транслювались фрагменти мультсеріалів, далі показувався час виходу в ефір, а також промо-заставка каналу зі слоганом «Увімкни мозок, увімкни 2х2!». Внизу перебувала напис: «Демоверсія каналу».

### З 1 квітня 2007
У 2006 році холдинг Проф-Медіа купив телеканал. «2×2» зазнав серйозних змін: було проведено зміна керівництва і штату, був проведений ребрендинг. Оновлений «2×2» був запущений 1 квітня 2007 року на технічній базі скасованої телекомпанії «Рамблер-Телесеть».
У ті часи тут показують фільми перекладені або дубльовані російською мовою. Деякі з них вже показувалися на інших російських каналах і були заново показані каналом «2х2», як наприклад, Сімпсони, Футурама і Гріфіни (РЕН ТВ), деякі ж транслювались раніше на інших каналах, як наприклад, Південний парк (MTV Росія).

#### Контракт з WWE
30 листопада 2010 року було оголошено, що з 5 лютого 2011-го телеканал розпочне демонстрацію програми WWE RAW. Про отримання каналом дворічного контракту була оголошено на wwe.com RAW повертається в Росію. WWE.com. Архів оригіналу за 27 серпня 2011. Процитовано 29 грудня 2018. Керівництво WWE також позитивно висловилося з приводу повернення демонстрації програм WWE на російському телебаченні.
А з 5 лютого 2012-го розпочалася трансляція бренду SmackDown!

### З 2016
З 1 січня 2016 року телеканал перейшов на мовлення тільки в кабельних і супутникових мережах, поступивши свої ефірні частоти телеканалу «ТНТ4» (до ребрендингу — «ТНТ-Comedy»), сітка мовлення якого складається з архівного контенту ТНТ. Для можливості продажу реклами телеканал зберіг ефірну частоту в Біробіджані.
З 2017 року на телеканалі у якості міжпрограмок у ефір вийшли епізоди популярного інтернет-мультсеріалу «Знайомтеся, Боб», з однойменного YouTube-каналу.
19 жовтня 2020 року канал перейшов у формат мовлення 16:9.
16 серпня 2021 року телеканал змінив логотип, графічне оформлення та концепцію мовлення.

## Ефірна політика
Сітку мовлення становлять здебільшого американські та британські мультиплікаційні шоу для дорослих, з літа 2009-го телеканал, відповідно до умов продовження ліцензії, також запустив в ефір серіали в спеціальному нічному блоці «2×2 | NEW». Переважно це сатиричні чи пародійні шоу зі своїм особливим, в деякому сенсі навіть абсурдним, нестандартним гумором. Подібного раніше не було на російському телебаченні.
У кінці 2007 року канал почав показ деяких відомих аніме-серіалів.
У березні 2008-го телеканалу було рекомендовано відмовитися від трансляції мультсеріалів «Веселі лісові друзі» («Happy Tree Friends») за пропаганду насильства та «Пригоди Великого Джефа» («Big Jeff's Adventures») за порнографію.
У перекладі низки серіалів («Цар гори», «Папське містечко», «Півлітрова миша») для «2×2» брав участь відомий російський перекладач Дмитро Пучков, «Гоблін». Мультсеріал «Гетто» озвучили відомі репери Ноггано і Купе. А мультсеріал «38 мавп» — Леонід Парфьонов.
В денний час йде показ сімейного блоку, більшість серіалів блоку призначені виключно для дітей.

## Логотип
Телеканал зміну 5 логотипів (другий нинішній, 27 січня 2012 був модернізований)

## Споріднені канали
- МТК (1 листопада 1989 — кінець 1990)
- Super Channel (кінець 1990—1993)
- BBC (1992—1994)
- MTV (1993 — літо 1994)
- BIZ-TV (1993—1994)
- Муз-ТВ (9 червня — серпень 1997)
- Fashion TV (11 листопада 2002—2004)
- Style TV (2004—2005)
- Пятница!
- ТВ3

## Ніч анімації
Телеканал проводить щорічну акцію "Ніч анімації — нічний нон-стоп показ фільмів фестивальної анімації в кінотеатрі «Жовтень» у Москві і кінотеатрі «Міраж» в Санкт-Петербурзі. Проходила 9 жовтня 2009 року.

## Ефірне мовлення
- Вороніж — 31 ТВК (раніше A-ONE)
- Міас — 7 ТВК.
- Москва — 60 ТВК.
- Нижній Новгород — 49 ТВК (раніше ТВ Центр).
- Санкт-Петербург — 22 ТВК.
- Новомосковськ — 21 ТВК з 1.11.2011
- Красноярський край — план 50 ТВК (ТОВ Регіон 2ТВ) (Ефірне), план 11 ТВК (ТОВ РТК) (Кабель? Ефірне?)
- Пермський край — 23 ТВК? Березники?

## Кабельне мовлення
Телеканал мовить у містах:
Архангельськ
- У кабельній мережі АТК, в аналоговому вигляді, на частоті 831.25 МГц (66 ТВК), а також у цифровому вигляді.

Балахна
- У кабельній мережі Телемир на частоті 511,25 МГц (26 ТВК).

Брянськ
- Брянські кабельні мережі: 9000 аб., Брянськ Сіті Лайн: 10950 аб., Теленет: 9950 аб. на 46 ТВК

Волгоград
- Ефірне MMDS мовлення Електронні Радіо-Оптичні Системи в аналоговому вигляді на 62 ТВК
- У кабельній мережі Електронні Радіо-Оптичні Системи в аналоговому вигляді на частоті 119,25 МГц (СК-2)
- У кабельній мережі Диван-ТВ в аналоговому вигляді на частоті 807,25 МГц (63 ТВК),

Вологда
- У кабельній мережі Стрим-ТВ в аналоговому вигляді на частоті 375,25 МГц

Вороніж
- У кабельній мережі Диван-ТВ в аналоговому вигляді на частоті 623,25 МГц (40 ТВК),
- У кабельній мережі Стрим-ТВ в аналоговому вигляді на частоті 511,25 МГц (26 ТВК).

Єкатеринбург
- У кабельній мережі Стрим-ТВ в аналоговому вигляді
- У кабельній мережі Твоє ТБ в аналоговому і цифровому вигляді
- У кабельній мережі Диван-ТВ в аналоговому вигляді

Казань
- У кабельній мережі Диван-ТВ в аналоговому вигляді на частоті 823,25 МГц (65 ТВК)

Краснодар
- У кабельній мережі Диван-ТВ Ростелекома в цифровому вигляді

Кіров (Вятка)
- У кабельній мережі Диван-ТВ в аналоговому вигляді на частоті 687,25 МГц (45 ТВК)

Курган
- У кабельній мережі Твоє ТБ в аналоговому вигляді

Курськ
- У кабельній мережі Стрим-ТВ в аналоговому вигляді на частоті 583,25 МГц (35 ТВК).

Липецьк
- У кабельній мережі Диван-ТВ в аналоговому вигляді на частоті 511,25 МГц (26 ТВК)

Міас
- У кабельній мережі Інтерзв'язок в аналоговому вигляді на частоті,,, МГц (,,,)

Москва
- У кабельній мережі Національні кабельні мережі в аналоговому вигляді на частоті 543,25 МГц (30 ТВК), і в цифровому вигляді на частоті 338 МГц (64QAM, 6875 Kb / s)
- У кабельній мережі Акадо в аналоговому вигляді на частоті 527,25 МГц (28 ТВК) і в цифровому вигляді на частоті 330 МГц

Нижній Новгород
- У кабельній мережі Диван-ТВ в аналоговому вигляді на частоті 767,25 МГц (58 ТВК),
- У кабельній мережі Стрим-ТВ в аналоговому вигляді на частоті 311,25 МГц (21 СК)

Новодвінськ
- У кабельній мережі АТК, в цифровому вигляді.

Новосибірськ
- У кабельній мережі Диван-ТВ в аналоговому вигляді на частоті 711,25 МГц (51 ТВК)
- У кабельній мережі Твоє ТБ в аналоговому вигляді на частоті 303,25 МГц (20 СК)

Новокузнецьк
- У кабельній мережі Стрим-ТВ в аналоговому вигляді
- У кабельній мережі Centra в аналоговому вигляді на частоті 31 ТВК, і на цифровий частоті 290 MHz / 256 QAM / ск. пров. даних 6750.

Оренбург
- У кабельній мережі Диван-ТВ в аналоговому вигляді на частоті 671,25 МГц (46 ТВК)

Орел
- У кабельній мережі Стрим-ТВ в аналоговому вигляді на частоті 639,25 МГц (42 ТВК)

Перм
- У кабельній мережі Диван-ТВ в аналоговому вигляді на частоті 839,25 МГц (67 ТВК)

Ростов-на-Дону
- У кабельній мережі Стрим-ТВ в аналоговому вигляді на частоті 823,25 МГц (65 ТВК)

Рязань
- У кабельній мережі Антена-Гарант в аналоговому вигляді

Самара
- У кабельній мережі Диван-ТВ в аналоговому вигляді на частоті 759,25 МГц (57 ТВК)
- У кабельній мережі Теленет в аналоговому вигляді на частоті 711,25 МГц (57 ТВК)

Санкт-Петербург
- У кабельній мережі Диван-ТВ в аналоговому вигляді
- У кабельній мережі Твоє ТБ в аналоговому і цифровому вигляді

Сєвєродвінськ
- У кабельній мережі Іоніти-Телеком в аналоговому вигляді на частоті 623,25 МГц (40 ТВК), а також в цифровому вигляді

Ставрополь
- У кабельній мережі Сфінкс в аналоговому вигляді на частоті (36 ТВК), а також в цифровому вигляді

Сизрань
- У кабельній мережі Диван-ТВ в аналоговому вигляді

Тольятті
- У кабельній мережі ВАЗ-ТВ

Тюмень
- У кабельній мережі Диван-ТВ в аналоговому вигляді на частоті 543,25 МГц (30 ТВК), і в цифровому вигляді (на Диван-ТВ ПЛЮС)

Ульяновськ
- У кабельній мережі Стрим-ТВ в аналоговому вигляді на частоті

Уфа
- У кабельній мережі Уфанет

Челябінськ
- У кабельній мережі Інтерзв'язок в аналоговому вигляді на частоті,,, МГц (,,,)

Чебоксари
Електросталь
- У кабельній мережі Твоє ТБ в аналоговому вигляді на частоті 455,25 (39 ТВК)

Якутськ
- У кабельній мережі Геліос-ТБ в аналоговому вигляді на 35 ТВК

Ярославль
- У кабельній мережі Ятс в аналоговому (на частоті 271.25) і цифровому вигляді
- У кабельній мережі Ростелекому

## Супутникове мовлення
| Супутник                | Частота, МГц | Поляр. | Тип сигналу | Кодування    | Пакет             | Годинна версія від МСК | Швидкість потоку (SR) | FEC |
| ----------------------- | ------------ | ------ | ----------- | ------------ | ----------------- | ---------------------- | --------------------- | --- |
| Eutelsat 36B 36° с. д.  | 12092        | R      | MPEG-2      | Viaccess     | НТВ-Плюс          | 0                      | 27500                 | 3/4 |
| Eutelsat 36A 36° с. д.  | 12190        | L      | MPEG-2      | DRE-Crypt    | Триколор ТВ       | 0                      | 20000                 | 3/4 |
| Експрес АТ-1 56° с. д.  | 12149        | L      | MPEG-4      | Viaccess     | Триколор ТВ Сибір | 0                      | 27500                 | 3/4 |
| Експрес АТ-1 56° с. д.  | 12398        | R      | MPEG-4      | Viaccess     | НТВ-Плюс Схід     | 0                      | 27500                 | 5/6 |
| ABS-2 75° с. д.         | 11105        | H      | MPEG-2      | FTA          |                   | 0                      | 43200                 | 5/6 |
| ABS-2 75° с. д.         | 11605        | V      | MPEG-2      | FTA          |                   | +2                     | 43200                 | 7/8 |
| Intelsat 15 85,2° с. д. | 12080        | H      | MPEG-4      | Irdeto       | Континент ТВ      | 0                      | 26700                 | 3/5 |
| Ямал-300К 90° с. д.     | 3837         | L      | MPEG-2      | FTA          | 2x2               | +5                     | 14815                 | 3/4 |
| Експрес АМ5 140° с. д.  | 11530        | H      | MPEG-4      | Irdeto/Conax | «Східний Експрес» | +5                     | 22250                 | 3/4 |

## Конфлікти

### Попередження 2008
На початку березня 2008 Росзв'язокохоронкультура винесла попередження за «пропаганду культу насильства і жорстокості, нанесення шкоди здоров'ю, моральному та духовному розвитку дитини, посягання на суспільну мораль» через трансляцію мультфільмів «Пригоди Великого Джефа» і «Happy Tree Friends». Якщо протягом року телеканал отримав би друге попередження, він міг позбутися ліцензії на мовлення.
У квітні 2008 їхній канал на Youtube був закритий, багато шанувальників телеканалу вважали, що Росзв'язокохоронкультура закрила їхню сторінку. Пізніше сторінка на Youtube була повернута.

### Відповідна реакція
Канал припинив трансляцію зазначених серіалів, розмістивши на своєму офіційному сайті повідомлення: «Ви більше ніколи не побачите „Маленьких лісових друзів“ і „Пригоди Великого Джефа“ і ось чому …» з посиланням на новинний розділ сайту Росзв'язокохоронкультури.
На головній сторінці було організовано розміщення повідомлень глядачів на підтримку телеканалу. Протягом усього березня та квітня під час показу всіх серіалів внизу на телевізійній картинці було присутнє повідомлення: «День пам'яті маленьких лісових друзів і Великого Джефа».
Також в ефірі каналу з'явилися безліч тематичних роликів та заставок, наприклад одна з заставок повідомляла, що зважаючи на рішення Россвязьохранкультури, канал «2 × 2» замість зазначених серіалів вирішив продемонструвати «старий добрий дитячий мультик» після чого слідували сцени з мультфільму (Луні Тьюнз) з Багзом Банні, в якому койота збиває потяг, Багз Банні, що стріляє в свого супротивника з гармати впритул. На телеканалі транслювалися ролики з « могильними плитами», на яких було написано: «Маленькі лісові друзі» і «Великий Джефф», а також в ефірі з'являлися фотографії тварин з прикритими чорною смугою статевими органами.
Все це ніяк не вплинуло на винесену постанову.
Гендиректор каналу Роман Саркісов висловив сумніви щодо можливості оскарження рішення, але виявив бажання пред'явити Росзв'язокохоронкультури висновок незалежної експертизи щодо наявності пропаганди насильства й аморальності в знятих з ефіру серіалах Телеканал «2 × 2» прибрав з ефіру лісових друзів і Великого Джефа. Lenta.ru. 5 березня 2008. Архів оригіналу за 22 лютого 2012. Процитовано 2010 -08-12.. Незалежна експертиза була проведена компанією «Версія» і не виявила в мультфільмах закликів до насильства.

### Претензії 2008 року
Ліцензія на мовлення телеканалу «2 × 2» закінчувалася в жовтні 2008-го, у зв'язку з чим державна комісія мала розглянути питання про її продовження не пізніше вересня того ж року. Відповідно до законів Росії, рішення про продовження ліцензії мало бути прийнято на основі відповідності мовлення заявленому формату та відгуків глядачів.
Незадовго до розгляду питання про продовження ліцензії, в кінці серпня 2008-го, «Російський об'єднаний союз християн віри євангельської (п'ятидесятників)» (одна з течій протестантизму) подав на ім'я глави Генпрокуратури Юрія Чайки скаргу на телеканал «2 × 2». П'ятидесятники також заявили, що показана каналом серія «Різдвяні пісеньки від містера Хенкі» мультсеріалу Південний Парк ображає релігійні почуття християн та юдеїв, і вимагали зняття з ефіру цього мультсеріалу.
Трохи пізніше додалися претензії до деяких серій «Футурами», «Сімпсонів», «Металлопокаліпсіса», «Ленор», «Гріффінів», «Злобного хлопчика», «Мультреаліті», «Робоципа» та деяких інших. Зокрема, експерти, залучені генеральною прокуратурою, стверджували, що ці мультсеріали викликають «фізичні і моральні страждання», «паніку», «жах» і «почуття страху».
У той же час, Басманна міжрайонна прокуратура провела експертизу, яка визнала екстремістським зміст однієї із серій серіалу «Південний парк». На думку прихильників телеканалу і низки офіційних осіб, залучені експерти були упереджені і некомпетентні. В блогах була розгорнута кампанія на підтримку телеканалу.
Прокуратура рекомендувала телеканалу зняти зазначені серії з ефіру як екстремістські. Також зазначалося, що дані претензії можуть стати причиною відмови у продовженні ліцензії.
Після рішення прокуратури ініціативу п'ятидесятників підтримали лідери мусульманської громади Нижнього Новгорода.
Через два тижні телеканал дотримався рекомендації прокуратури, знявши з ефіру «Південний Парк» і «Робоцип», а також проблемні епізоди інших серіалів. Тим не менш, керівництво «2 × 2» заявило, що рішення прокуратури буде оскаржене в суді. У 2009 суд скасував попередження каналу.
24 вересня 2008 року Федеральна конкурсна комісія з телерадіомовлення одноголосно рекомендувала продовжити телеканалу ліцензію, а 16 жовтня Росзв'язоккомнагляд продовжив ліцензію на мовлення до 17 жовтня 2013-го.
У 2009-му «Південний Парк» повернувся в ефір і зазвичай транслювався після 23:00, багато проблемних епізодів було прибрано з ефіру, також варто відзначити цензуру всіх екстремістських і антихристиянських сцен, попри те, що в серіалі часто зачіпаються більш суперечливі теми.

### Акції протесту
У вересні 2008 року в Москві та Санкт-Петербурзі шанувальники каналу організували кілька акцій на підтримку каналу:
- Збір підписів на підтримку продовження ліцензії телеканалу[18]. Було зібрано 34 000 підписів[19].
- Серія пікетів
  - Пікет у Новопушкінському сквері 13 вересня 2008 року[20].
  - Серія одиночних пікетів на Садовому Кільці 20 вересня 2008 року[21].
  - Пікет на Слов'янській площі 21 вересня 2008 року.
  - Пікет в Саду Чернишевського 21 вересня 2008 року[22].
  - Пікет у Новопушкінському сквері 22 вересня 2008 року.

Висловлювалися різні думки щодо причин переслідування телеканалу.
- Концерт на підтримку телеканалу в московському клубі PLAN B. На концерт прийшли більше двох тисяч чоловік. Через таке скупчення людей адміністрація клубу вирішила викликати міліцію, і юрба була розігнана.[23]
- На підтримку телеканалу репери Ноггано та Купе[24].

### Проблеми з Youtube
На каналі 2 × 2 на Youtube було викладено велику кількість промо і уривків із серіалів.
У квітні 2008 канал був закритий, але пізніше повернутий. У вересні 2009 року сторінка на youtube знову була закрита, і досі не відновлена. Причина — претензії великих фірм FOX, Cartoon Network та Viacom про порушення авторських прав.

### Цензура
У липні 2009 канал вирізав з трансляції серії «Звільніть Віллзіака» серіалу «Південний Парк» сцену з участю Володимира Путіна і персонажів, схожих на прем'єр-міністра Росії і колишнього президента США, що було сприйнято критиками як вияв самоцензури, також була вирізана сцена куріння наркотичних речовин одного з другорядних персонажів серіалу, Рушничок а в серії «Рушничок».
У першому сезоні телесеріалу «38 мавп» (оригінальна назва Monkey Dust) було вирізано більшість сцен за участю персонажа на ім'я Джефф (Jeff, first time cottager).

## Список програм телеканалу 2х2

### Передачі, що транслювалися в 1990—1997 роках
Програми
- Комільфо
- Гинесс-шоу
- У Фокусі
- Оба-на!
- Качина полювання
- У разі необхідності
- Моніторинг здоров'я
- Книжник
- Про потрібних речах
- Шпилька
- Дитячий світ
- Магазин на дивані
- Телемагазин "Квантум"
- Куліси
- Планета "Здоров'я"
- Програма телекомпанії TBN
- XL-Music
- Галактика "І"
- Градь-місто
- Стоп-кадр
- Російське кільце
- Вечірній пасьянс
- Все, що ви хотіли знати про сміх або Всі за посмішку
- Експрес-камера
- Карлючки
- Сінеманія
- Московський «Гомерікон»
- Автошоу
- Новини 2x2 (з листопада 1993 по 1997 рік)
- Новини ITN
- Новини CNN
- МузОбоз
- Євромікс
- Сотка
- Рок-н-рол ТБ
- Shit-парад
- Денді — Нова реальність
- Під кутом 23 з половиною
- Гарячі голови
- Після 2000-го року
- Гонки на виживання
- Дамський клуб «Еліта»
- BIZ-TV
- Press-Party Андрія Вульфа
- Рандеву М
- Super Channel
- Blue Night
- Ніс
- Новини мистецтва
- Соло для репортера
- Мускул-шоу
- Маски-шоу
- Мій чемпіон
- C 7 до 9. Транслювалася по буднях
- C 9 до 11. Транслювалася по вихідних
- Шейпінг
- Зелений коридор
- Сам собі режисер (1992—1993)
- Батуалло

Серіали
- Капітан Пауер і солдати майбутнього
- Кувалда
- Окаванго
- Інженери MMG
- Ніхто крім тебе
- Дідусь і я
- Милий ворог
- Топаз
- Жага
- Перехрестя
- Гваделупі
- Маріель
- Анастасія
- Моя друга мама
- Шанси
- Реванш
- Долина ляльок
- Нова хвиля
- Секрети
- Іоланда Лухан
- Жінки
- Шовкова тінь
- Друга в мені
- Тихі води
- Лловізна
- Невигадані історії
- Вестгеіт
- Горець
- Маленькі вампіри
- Тінь
- Дейзі
- Грім у раю
- Безсмертний Горець
- Заборонена жінка
- Витівки Вірджинії
- Небліна
- Експедиція
- Алондра
- Господиня
- Репортери
- Одного разу влітку
- Імперія
- У пошуках істини
- Сирени
- Вдова Бланко
- Марія Селесте
- Арнау
- Посмішка ящірки
- Померти двічі
- Смерть в сім'ї
- Бунтівні духом
- Джон Росс. Африканські пригоди
- Кассандра
- Банановий зоопарк
- Остання надія
- Комісар Шиманські
- Детектив Зарас
- Детектив Лія Зоммер
- Чергова аптека

Мультсеріали
- Одинокий мандрівник
- Джет Марс
- Відьма Саллі
- Динозаврики
- Конан і молоді бійці
- Конан шукач пригод
- Кенді-Кенді
- Крихітка Мемоль
- Непереможні скайери
- Сейлор Мун
- Лулу — ангел квітів
- Візіонери — лицарі магічного світу
- Грендайзер
- Спец-загін
- Макрон-1
- Спіді-гонщик
- Привіт Сендібелл
- Роботек
- Історії кленового міста
- Нові історії кленового міста
- Маленькі поні
- Блаффіни
- Черепашки-ніндзя
- Гран-прі (аніме)
- Роботи-ніндзя
- Космічний лицар і зоряні шерифи
- Волтрон захисник всесвіту

### Передачі, що транслюються з 2007
Комедійні
- 38 мавп (з травня 2008)
- 6teen (з серпня 2007)
- Американський тато! (З 18 жовтня 2009)
- Баранчик Шон (з 2009)
- Бейбі Блюз (з лютого 2008)
- Бівіс і Батт-Хед (з квітня 2007)
- Боб і Маргарет (з грудня 2007)
- У світі тварин (з грудня 2007)
- Все про Міккі Мауса (з листопада 2011)
- Чудова четвірка (з липня 2007)
- Гетто (з квітня 2010)
- Гора Фреглов
- Гріфіни (з квітня 2007)
- Дар'я (з квітня 2007)
- Джек на всі руки майстер
- Джет Грув (з липня 2007)
- Джетсони (з квітня 2007)
- Джонні Браво (з квітня 2007)
- Ділберта (з серпня 2007)
- Домашні коти (з жовтня 2009)
- Доктор Кац (з червня 2007)
- Домашнє відео (з квітня 2007)
- Інший берег (з травня 2008)
- Іммігранти (з липня 2007)
- Каблов! (З березня 2008)
- Му та ципа (з квітня 2007)
- Кураж — боягузливий пес (з квітня 2007)
- Містер Бін (з серпня 2010)
- Містер Хелл (з липня 2007)
- Малкольм у центрі уваги (2010)
- Мішн Хілл (з січня 2008)
- Моряк Попай (з липня 2007)
- Вівця у великому місті (з липня 2007)
- Пустотливі анімашки (з листопада 2011)
- Острів відчайдушних героїв (з серпня 2010)[26]
- Пінкі і Брейн (з квітня 2007)
- Плоский світ (з лютого 2008)
- Пригоди Вінні Пуха та його друзів (з листопада 2011)
- Пуккіла (з квітня 2007)
- Рубі Глум (з квітня 2009)
- Секретна шоу (з квітня 2007)
- Сімпсони (з квітня 2007)
- Смертельний Поєдинок (з квітня 2007)
- Стажери (з серпня 2007)
- Студенти (з липня 2007)
- Уоллес і Громіт (з травня 2007)
- Флінтстоуни (з квітня 2007)
- Футурама (з квітня 2007)
- Цар гори (з лютого 2008)
- Центральний округ
- Школа О `Грейді (з липня 2007)
- Шоу Клівленда
- Ей Джоель! (З травня 2008)
- Еріка дістали! (З грудня 2007)
- Південний парк (з квітня 2007 по вересень 2008; з листопада 2008)

Пригодницькі
- Аватар: Легенда про Аанга (з квітня 2009)
- Залізна людина (з квітня 2007)
- Бетмен (з квітня 2007)
- Джо 90 (з квітня 2007)
- Капітан Скарлетт (з квітня 2007)
- Могутній Тор (з вересня 2007)
- Маска (c серпня 2011)
- Морлаб 2020 (з березня 2008)
- Миші-байкери з Марса (з жовтня 2007)
- Небесна земля
- Непереможний Халк
- Нові Пригоди Супермена
- Хі-Мен і володарі Всесвіту (з жовтня 2011)
- Мисливці на драконів
- Новий Капітан Скарлет (з квітня 2007)
- Самурай Джек (з квітня 2007)
- Спайдервумен
- Спайдермен (з квітня 2007)
- Спайдермен і його друзі
- Спайс-сіті (червень 2009)
- Спаун (липень 2009)
- Стріпперелла (з серпня 2007)
- Фантастична четвірка (з квітня 2007)
- Людина-амфібія
- Черепашки-ніндзя (з травня 2007)
- Екшнмен
- Еон Флакс (з серпня 2007)

Експлуатаційне кіно
- Aqua Teen Hunger Force (з квітня 2007)
- Безтурботні лісові друзі (з квітня 2007 по березень 2008)
- Брати Вентура (з квітня 2007)
- Голова (з січня 2008)
- Брудний Гаррі (з вересня 2007)
- Злісний хлопчик (з квітня 2007)
- Ідеальна зачіска назавжди (з жовтня 2007)
- Космічний привид (з квітня 2009)
- Ленор — маленька мертва дівчинка (з квітня 2007)
- Металлопокаліпсіс (з липня 2007)
- МорЛаб 2021 (з квітня 2007)
- Мультреаліті (з серпня 2007)
- Облонгі (з квітня 2007)
- Восьминоги (з липня 2007)
- Півлітрова миша (з квітня 2007)
- Дуже Американське ТБ (з грудня 2007)
- Папський містечко (з лютого 2008)
- Пригоди великого Джеффа (з червня 2007 по березень 2008)
- Робін
- Робоцип (з квітня 2007)
- Сучасні покидьки (з серпня 2008)
- Строкер і Хуп (з червня 2007)
- Том йде до мера (з травня 2007)
- Фріске Дінго (з квітня 2009)
- Чак Норріс командос (березень 2009)
- Харві Бердман (з липня 2007)
- Шоу Брака (з квітня 2007)
- Шоу Рена і Стімпі (з серпня 2007 по березень 2009)
- Шоу виродків (Фрік Шоу) (з листопада 2007)

Аніме
- Amazing Nurse Nanako (з 8 листопада 2010)
- 5 сантиметрів за секунду
- 7 самураїв (з 22 липня 2010)
- Мисливець на вампірів D: Жага крові
- Перлина дракона (26 серій) (з 3 вересня 2011)
- Mezzo Forte
- One Piece (62 серії) (з лютого 2012)
- Агент Параної
- Акваріон (з 28 березня 2011)
- Genesis of Aquarion (OVA) (з 3 травня 2011)
- Армітаж: Поліматріца
- Армітаж: Подвійна матриця
- Афросамурай (з 1 квітня 2008)
- Афросамурай: Воскресіння
- Бейблейд: Гарячий метал (з 23 травня 2011)
- Берсерк
- Blassreiter (з 16 лютого 2011)
- Бліч (63 серії) (з 21 грудня 2010)
- Jinki: Extend (з 17 жовтня 2011)
- Baki the Grappler (з 19 травня 2008)
- Братство чорної крові (з 11 листопада 2010)
- Kishin Corps (з 19 грудня 2011)
- Василіск (з 15 грудня 2007)
- Baldr Force (з 11 жовтня 2011)
- Чарівне літо
- Вольтрон (з 17 жовтня 2011)
- Gungrave (anime) (з 3 березня 2009)
- Граф Монте-Крісто (з 14 липня 2008)
- Гренадер
- Грендайзер (з 17 листопада 2007)
- Daphne in the Brilliant Blue (з 17 січня 2012)
- Ґурґен Лаґан
- Дванадцять королівств (з 28 липня 2010)
- Демон проти демонів (з 9 серпня 2010)
- Дівчинка, яка стрибала крізь час
- Дочки Мнемозіни (з 28 червня 2011)
- Дух в обладунку: Комплекс одинака (з 12 липня 2007)
- Дух в обладунку: Комплекс одинака — Будні тачікома (з 12 липня 2007)
- Євангеліон (з 20 жовтня 2008)
- Загублений всесвіт (з 16 серпня 2010)
- Вигнанець
- Исток
- Кайт — дівчинка-вбивця
- Карас (з 19 січня 2008)
- Клинок відьом
- Код ангела (з 3 травня 2011)
- Койот Регтайм (з 17 січня 2008)
- Chrono Crusade (з 6 липня 2010)
- Кров+ (з 24 березня 2008)
- Кров Триєдності (c 6 грудня 2007)
- Крутий вчитель Онідзука (з 18 серпня 2008)
- Люпен III (обрані ТВ-спешл) (з 16 січня 2010)
- Макросс Плюс (з 1 листопада 2011)
- Манкацу (з 5 жовтня 2008)
- Манускрипт ніндзя: Нова глава
- Судзумія Харухі
- Мій сусід Тоторо
- Наруто (з 25 серпня 2010)
- Нанака (з 8 листопада 2010)
- Вогнем і мечем (з 29 вересня 2010)
- Brave Story
- Ghost Hound (з 9 червня 2011)
- Перший загін
- Пірати «Чорної лагуни» (з 3 листопада 2008)
- Повелитель призраков
- Покемони
- Порко Россо
- Принцеса Мононоке
- Project Blue Earth SOS (з 13 квітня 2011)
- Прочитай або вмри (OVA) (з 20 жовтня 2008)
- Пустинна щур (з 28 квітня 2008)
- Ragnarok the Animation (з 16 січня 2012)
- Самурай Чамплу (з 7 квітня 2008)
- Оповіді Земномор'я
- Товариство сірокрилих
- Спецзагін Burn-Up (OVA)
  - Спецзагін Burn-Up
- Спідграфер (з 7 травня 2008)
- Спіді-гонщик (з 12 листопада 2007)
- Сталева тривога (з 10 листопада 2007)
- Сталева тривога: Фумоффу
- Сталева тривога: Новий рейд
- High School Girls (з 24 січня 2011)
- Зошит смерті (з 20 жовтня 2008)
- Tokyo Majin (з 7 листопада 2011)
- Тріган (з 21 лютого 2008)
- Віднесені примарами
- Фантастичні дні
- Хеллсінґ: Війна з нечистю
- Parasite Dolls (з 29 липня 2011)
- Ходячий замок
- Школа вбивць
- Шкільні війни (з 12 липня 2007)
- Ельфійська пісня (з 31 січня 2008)
- Ерґо Проксі (з 2 лютого 2009)
- Яблучне зернятко

Лайв Шоу
- Fur TV (c липня 2010)
- Future Shorts (з липня 2009)
- Un-шлак, un-шлак (із листопада 2009)
- Абсурдне природознавство
- Атака хуліганів (з липня 2009)
- Везунчик Сем
- Міські примати
- Як не варто жити
- Кролик Грег
- Мене звуть Ерл
- Летючі Конкорди
- Кролик з Бронкса
- Майті Буш (з липня 2009)
- Мінімуві (з липня 2009)
- Не ті двері (з липня 2009)
- Піп шоу
- Піддослідні (з 8 серпня 2009)
- Реутов ТВ (з 9 жовтня 2010)
- Хулігани
- Шоу Пітера Серафіновіч
- Цей божевільний, божевільний світ (з липня 2009)
- WWE RAW (з лютого 2011, дворічний контракт)
- SmackDown! (З 5 лютого 2012)

#### СуперРанок
СуперРанок (рос. СуперУтро; до 13 січня 2012 року — ГіпноРанок) — музичні кліпи — анімаційні, лялькові, високотехнологічні.
Список показаних в блоці музичних кліпів:
- A Perfect Circle — «Counting Bodies Like Sheep To The Rhytm Of The War Drums», «The Outsider»
- Air — «Don't Be Light», «Kelly, Watch The Stars!», «Mer Du Japon», «Playground Love», «Radio # 1», «Sexy Boy»
- Aphex Twin — «On»
- Audio Bullys feat. Nancy Sinatra — «Shot You Down»
- Badly Drawn Boy — «Silent Sigh» (2002)
- Beastie Boys — «[27]», «Don't Play No Game That I Can't Win» (feat. Santigold), «Intergalactic», «[28]», «Triple Trouble»
- Bentley Rhythm Ace — «Theme from Gutbuster»
- Black Strobe — «Me And Madonna»
- Blur — «Coffee + TV»
- Bonobo (музикант) — «Pick Up»
- Cassius — «Cassius 1999», «Feeling For You», «Sound Of Violence»
- Chemical Brothers — «Believe», «[29]», «Do It Again», «Get Yourself High» (feat. K-OS), «Hey Boy Hey Girl [Архівовано 30 квітня 2012 у Wayback Machine.]», «Let Forever Be», «Midnight Madness», "Setting Sun ", " Star Guitar ", «Swoon», " The Salmon Dance "
- Chiddy Bang — «Opposite Of Adults»
- Cornelius — «Drop», «Point Of View Point»
- Cypress Hill — «Kids On The West», «Rise Up»
- Daft Punk — «Aerodynamic», «Burnin», «[30]», «Digital Love», «Fresh», "Harder, Better, Faster, Stronger / Around The World (Live) ", " One More Time ", " Prime Time Of Your Life ", «[31]», " Something About Us ", «Technologic»
- Deadmau5 — «Ghosts 'n' Stuff» (2008)
- Death in Vegas — «Aisha»
- Digitalism — «Zdarlight», «Zoardline»
- DJ Format — «We Know Something You Don't Know»
- Etienne De Crecy — «Am I Wrong?», «Scratched»
- Four Tet — «[32]»
- Future Sound Of London — «[33]», «[34]»
- Gabin — «Doo Uap, Doo Uap, Doo Uap» (2003)
- Goldfrapp — «Strict Machine»
- Gorillaz — «19-2000 (Soulchild Version)», «Almanana», «Clint Eastwood», «Dare», «Dirty Harry», «Doncamatic», «Feel Good Inc», «Re-Hash», «Rock The House», «Stylo», «The Rock It», «Tomorrow Comes Today»
- Harbalising Seaming — «Something Wicked»
- Hexstatic — «[35]», «[36]»
- Hot Chip — «I Feel Better»
- Howie B — «Maniac Melody»
- I-Monster — «Daydream In Blue»
- Jaga Jazzist — «Animal Chin», «Day»
- Justice — «Dance», «DVNO», «We Are Your Friends»
- Kid Koala — «Fender Bender»
- Korn — «Evolution», «[37]», «Hold On»
- Kraftwerk — «Aero Dynamik», «Tour De France 2003»
- Laika — «Alfabet Soup», «Uneasy» (2000)
- Layo & Bushwaka — «Love Story»
- LCD Soundsystem — «Daft Punk Is Playing At My House», «Tribulation»
- Lemon Jelly — «Spacewalk»
- Les Rythmes Digitales — «Jacques Your Body», «What's That Sound?»
- Lily Allen — «Alfie», «F ** k You»
- Martin Preiser — «Rhapsody»
- Masser Chups — «Go, Satan, Go»
- Massive Attack — «Butterfly Effect», «Special Cases», «Teardrops»
- Moby — «Beautiful», «Bodyrock», «Disco Lies», «I Love To Move In Here», «In This World», «[38]», " One Time We Lived ", " Pale Horses ", «Sunday», " Why Does My Heart Beat So Bad "
- Moscow Grooves Institute — «Voyage»
- Mousse T vs. The Dandy Warhlos — «Horny As A Dandy»
- Mr. Scruff — «Get A More One», «Sweetsmoke»
- Mylene Farmer — «Peut Etre Toi»
- N.E.R.D. — «Lap dance»
- OK GO — «Do What You Want», «This Too Shall Pass»
- Panasonic — «Urania»
- Pearl Jam — «Do The Evolution»
- Peter, Bjorn And John — «Young Folks» (2006)
- Placebo — «English Summer Rain»
- Praygroup — «Number One»
- Propellerheads — «Crash!»
- Quannum — «I Change My Mind»
- Radiohead — «Just», «Paranoid Android», «The Pyramid Song», «There There»
- Richard X та Келіс — «Finest Dreams»
- Riva Star feat. Noze — «I Was Drunk» (2010)
- Royksopp — «Beautiful Day Without You», «Eple», «[39]», «[40]», «[41]», «Sparks»
- Saint Germain — «So Flute»
- Schneider TM — «Frogtoise»
- Smashing Pumpkins — «Tonight, Tonight»
- Something Wicked This Way Comes — «The Herbaliser»
- Sonny J — «Hands-Free»
- Squarepusher — «Come On My Selector»
- Stardust — «Music Sounds Better With You»
- Stylophonic — «Soul Reply»
- Swedish House Mafia feat. Pharrell — «One (Your Name)»
- Telepopmusic — «Breathe»
- Telex — «On The Road Again»
- The White Stripes — «Fell In Love With A Girl»
- Titan — «1, 2, 3, 4»
- Unkle — «Eye 4 An Eye», «Rabbit In Your Headlights»
- Wagon Christ — «Receiver»
- Wamdue Project — «King Of My Castle»
- Zero 7 — «Destiny»

## Керівники

### Головні редактори
- Леонід Ніренбург (1996—1997)

## Факти
- У 1991 епізод з телеканалом «2x2» увійшов до кліпу співака Ігоря Талькова «Метаморфоза».
- На новорічному концерті телеканалу «2х2» виступив сучасний російський авангардний композитор Микола Воронов.
- З 19 по 24 липня 2010 року (так само з 8 по 13 листопада 2010) з 21:00 до 00:00 в показ йде «6x6», шість днів транслюють вечірні мультфільми по 6 серій підряд (на цьому наполягли глядачі). Вся «сіль» полягає в тому, що мультсеріал south park показується не тільки після 23:00.
- У Новорічну ніч з 2010 на 2011, опівночі пройшла акція «2х2 в 3D», яка була розрекламована протягом більше місяця. У результаті, протягом п'ятнадцяти хвилин, починаючи з півночі, канал транслював одну картинку в 3D варіанті. Таким чином, канал знову пожартував над своїми глядачами в індивідуальному стилі і в цю ж новорічну ніч було влаштовано «Новорічне звернення від 2х2».
- На захист телеканалу репер Ноггано написав і виконав пісню «2x2». Пісня містить мат, і тому можна почути її тільки в інтернеті і на нелегальних радіостанціях.
- По вихідних телеканал почав транслювати фільми з участю Чака Норріса.